# الحرايق (بني مدارسين)
الحرايق هو دُوَّار يقع بجماعة فيفي، إقليم شفشاون، جهة طنجة تطوان الحسيمة في المملكة المغربية. ينتمي الدوّار لمشيخة بني مدارسين التي تضم 13 دوار. يقدر عدد سكانه بـ 695 نسمة حسب الإحصاء الرسمي للسكان والسكنى لسنة 2004.

## روابط خارجية
- البوابة الوطنية للجماعات الترابية
- المندوبية السامية للتخطيط